# Ortografie fonemică
O ortografie fonemică (numită uneori și ortografie fonetică) este o ortografie care stabilește o relație regulată între forma scrisă și forma pronunțată, în sensul că aplicând un set de reguli generale orice cuvânt scris poate fi pronunțat corect și orice cuvânt vorbit poate fi scris corect, fără a memora grafia fiecărui cuvânt în parte.
Cea mai simplă ortografie fonemică este aceea care prezintă o corespondență unu la unu între grafeme și foneme. În practică, însă, unele ortografii fonemice folosesc și secvențe solidare de cîte două (mai rar trei) caractere pentru a nota un singur fonem; de exemplu în limba maghiară digraful sz reprezintă fonemul unic /s/. Și invers, unele ortografii fonemice notează secvențe de două sau mai multe foneme cu câte un singur simbol; de exemplu în silabarul japonez katakana caracterul コ reprezintă secvența de două foneme /ko/.
Avantajul practic evident al ortografiilor fonemice este că pot fi învățate foarte ușor, atât de către vorbitorii nativi, cât și de către străini, și că sunt mai ușor de folosit în practică decât ortografiile care se abat mult de la relația regulată dintre pronunție și grafie. În schimb, o ortografie fonemică trebuie să țină pasul cu evoluția pronunției limbii și deci necesită actualizări mai frecvente, în timp ce o ortografie etimologică este foarte stabilă și nu se modifică aproape deloc cu trecerea secolelor. Un alt dezavantaj al ortografiilor fonemice este că sunt greu de construit și aplicat în cazul limbilor care au dialecte diferite între ele din punct de vedere fonologic, așa cum este engleza, sau în cazul familiilor de limbi care în mod tradițional folosesc în comun un sistem de scriere ideografic, așa cum este chineza.

## Exemple
Limba română are o ortografie în mare măsură fonemică, cu puține abateri. Ortografiile limbilor sârbă și hindi sunt foarte apropiate de o ortografie fonemică ideală. Alte limbi cu ortografii preponderent fonemice sunt: albaneza, armeana, bulgara, ceha, estona, finlandeza, georgiana, italiana, maghiara, neerlandeza, poloneza, sanscrita, spaniola, turca etc.
Între limbile ale căror ortografii se abat mult de la o ortografie fonemică se numără engleza, chineza, franceza, araba, ebraica etc.

### Limba română
Limba română are o ortografie preponderent fonemică, dar prezintă și numeroase excepții. Printre acestea se pot menționa următoarele:
- se scrie cu e în loc de ie sau i în pronumele personale și formele verbului a fi: eu, el, ea, ei, ele, ești, este, e, eram, erai, era, erați, erau;
- litera c are valori fonetice diferite în grupurile ce și ci față de celelalte situații. Aceeași observație este valabilă pentru litera g;
- grupul de litere ch din che și chi reprezintă o consoană oclusivă palatală surdă, care în limba română este echivalentă fonologic cu versiunea sa velară, notată în scris prin litera c (cu excepția grupurilor ce și ci). Aceeași observație este valabilă pentru litera g;
- nu există simboluri separate pentru semivocale; literele i, u, e și o putând reprezenta fie vocale, fie semivocale, în funcție de context. De exemplu, litera i din cuvintele știam și fiară are valori fonetice distincte;
- nu se indică poziția accentului. De exemplu, verbul intră poate fi la timpul prezent sau la perfectul simplu în funcție de plasarea accentului;
- nu se deosebește în scris vocala /i/ de palatalizare. De exemplu, litera i din cuvintele (tu) umbli și (două) boli se pronunță diferit;
- nu se notează în scris pronunția sonoră sau surdă a literei x, de exemplu în cuvintele extrem și exemplu ea se citeștie /ks/, respectiv /gz/;
- grupul de consoane /ks/ se scrie fie ca x, fie ca cs, de exemplu în axă și ticsit;
- cuvintele noi de origine străină sunt adesea lăsate în forma originală, de exemplu watt, yoga, computer sau parțial în technețiu (pronunțat /tehˈne.ʦju/);
- literele î și â corespund aceluiași fonem, vocala închisă centrală nerotunjită /ɨ/);
- literele k, w, y și q nu notează sunete distincte, ci se suprapun fonetic cu litere deja existente.

## Ortografie strict fonetică
Adesea, din comoditate, mai ales în lucrările destinate publicului larg, termenul ortografie fonetică este utilizat în locul celui de ortografie fonemică. În sens strict, cele două sunt totuși diferite: o ortografie fonetică notează sunete, iar una fonemică notează foneme. Cum un fonem se poate manifesta fonetic prin mai multe alofone (de a căror existență vorbitorii în general nu sunt conștienți), o ortografie strict fonetică recurge la mai multe simboluri și este mai complexă și mai greu de utilizat decât una fonemică.
De exemplu, dacă limba română ar avea o ortografie fonetică în sens strict, în locul literei n din cuvintele bandă și bancă ar trebui folosite litere diferite, pentru că fonemul /n/ se realizează în cele două cuvinte cu sunete diferite: un [n] alveolar în bandă și un [ŋ] velar în bancă.
Ortografii fonetice propriu-zise sunt de exemplu transcrierile fonetice precise. Totuși, pentru notarea curentă în scris a unei limbi, o asemenea precizie nu este necesară, încât se folosesc ortografii fonemice, nu fonetice.

## Limbă fonetică
În limbajul curent, o limbă în care se scrie așa cum se vorbește este uneori numită limbă fonetică. Această expresie este incorectă: o limbă fonetică ar însemna „o limbă care se vorbește”, sens diferit de acela cu care este folosită expresia. Așa-zisele limbi fonetice trebuie numite limbi scrise fonemic sau limbi cu ortografie fonemică.